# Marquesado de Bradomín
El marquesado de Bradomín es un título nobiliario español, creado el 24 de junio de 1981 por el rey Juan Carlos I de España, a favor de Carlos Luis Baltasar del Valle-Inclán y Blanco, en memoria de su padre, el escritor Ramón María del Valle-Inclán.

## Denominación
La denominación de la dignidad nobiliaria refiere al célebre personaje de ficción imaginado por Ramón del Valle-Inclán, su «noble tío» el marqués de Bradomín, inspirado en el general carlista granadino Carlos Calderón y Vasco, un «donjuán», «cínico, descreído y galante», «feo, católico y sentimental», de nombre Xavier, protagonista de la tetralogía narrativa de las Sonatas: Memorias del Marqués de Bradomín (1902-1905) y de su adaptación teatral El marqués de Bradomín: Coloquios románticos (1906).

## Carta de Otorgamiento
Texto expositivo y dispositivo del real decreto de creación del título:

«La singular figura de don Ramón del Valle-Inclán se destaca en una época muy señalada en las letras españolas y uno de sus personajes, el Marqués de Bradomín, surge de su obra, adornado de señorío y noble lealtad a su ideario, consiguiendo el talento del autor proporcionar verismo en un ser imaginario.

Queriendo demostrar mi Real aprecio a la memoria del gran escritor y para dar realidad a la creación literaria de un personaje de ficción,

Vengo en otorgar a su hijo, don Carlos Luis del Valle-Inclán y Blanco, el título de Marqués de Bradomín, transmisible por la vía agnaticia a sus legítimos herederos.

Así lo dispongo por el presente Real Decreto, dado en Madrid a veinticuatro de junio de mil novecientos ochenta y uno».

## Armas
De merced nueva. Escudo partido: 1.°, en campo de azur, un creciente tornado, de plata, acompañado de cinco estrellas de ocho puntas, de oro, dos en jefe y tres en punta, puestas en faja [Valle]; y 2.°, en campo de gules, tres flores de lis, de oro, bien ordenadas [Inclán]. Escusón, cargado en abismo, partido: 1.°, sobre ondas de plata y azur, una sirena de su color, que sostiene el escudo de Valle-Inclán; y 2.°, en campo de plata, dos espuelas, de oro, puestas en palo. Divisa: «TENGO LO QUE DI», en cinta de plata con letras de sable.

## Marqueses de Bradomín
|                            | Titular                                                | Periodo                    | Acceso                                 | Casa                       |
| Creación por Juan Carlos I | Creación por Juan Carlos I                             | Creación por Juan Carlos I | Creación por Juan Carlos I             | Creación por Juan Carlos I |
| -------------------------- | ------------------------------------------------------ | -------------------------- | -------------------------------------- | -------------------------- |
| I                          | Carlos Luis Baltasar del Valle-Inclán y Blanco         | 1981-2006                  | Otorgamiento del rey                   | del Valle-Inclán           |
| II                         | Fernando María Benito Baltasar del Valle-Inclán Alsina | 2007-2025                  | Sucesión por fallecimiento del titular | del Valle-Inclán           |